# Jakub Sito
Jakub Hieronim Sito (ur. 10 grudnia 1961 w Warszawie)  – polski historyk sztuki, doktor habilitowany nauk humanistycznych. Profesor, członek Rady Naukowej Instytutu Sztuki PAN w kadencji 2015–2018.

## Życiorys
W latach 1981–1986 studiował na Instytucie Historii Sztuki Uniwersytetu Warszawskiego, studia ukończył pracą magisterską Wystrój kaplicy grobowej biskupa Fredry przy katedrze w Przemyślu. Od 1987 pracował w Instytucie Sztuki PAN, do 2004 – w pracowni Katalogu Zabytków Sztuki w Polsce. W 2000 na Uniwersytecie Warszawskim obronił pracę doktorską Tomasz Hutter, rzeźbiarz 1. połowy XVIII w. w Małopolsce, napisaną pod kierunkiem prof. dra hab. Mariusza Karpowicza. W latach 2000–2012 wykładał dla studentów studiów zaocznych historii sztuki na Uniwersytecie Warszawskim (wykłady: Sztuka Śląska XVI–XVIII w., Rzeźba europejska XV–XVIII w. i Kultura artystyczna Warszawy XVII–XVIII w., ćwiczenia z zakresu inwentaryzacji zabytków), w 2007–2008 – także na studiach dziennych Uniwersytetu Kardynała Stefana Wyszyńskiego w Warszawie (Rzeźba europejska XV–XVIII w.). W latach 2004–2011 organizował i prowadził cykl Zebrań Naukowych Instytutu Sztuki PAN. W 2005 roku współorganizował w Instytucie Sztuki PAN sesję Architekt, budowniczy, mistrz murarski, a w 2014 konferencję W kręgu architektów i budowniczych Warszawy XV–XVIII w. W latach 2013–2016 kierował grantem Narodowego Programu Rozwoju Humanistyki przyznanym przez Ministerstwo Nauki i Szkolnictwa Wyższego na publikację Słownika architektów i budowniczych Warszawy doby przedrozbiorowej. W 2014 uzyskał habilitację na podstawie książki Wielkie warsztaty rzeźbiarskie Warszawy doby saskiej. Modele kariery – formacja artystyczna – organizacja produkcji.
Badania zagraniczne prowadził w oparciu o kilka stypendiów badawczych: w Monachium w latach 1991–1992 (stypendium Deutscher Akademischer Austauschdienst); w Wiedniu w 2003 (stypendium Fundacji z Brzezia Lanckorońskich); w Rzymie w 2006 (stypendium Fundacji z Brzezia Lanckorońskich); w Londynie w 2004 i w 2007 (The Robert Anderson Research Charitable Trust). Jest laureatem nagrody Stowarzyszenia Historyków Sztuki im. ks. prof. Szczęsnego Dettloffa.
Interesuje się historią i teorią sztuki nowożytnej, kulturą artystyczną dawnej Warszawy (XVII–XVIII wieku), zagadnieniami nowożytnej sztuki i architektury polskiej (rezydencjonalnej i sakralnej) w kontekście europejskim, rzeźbą polską i europejską XVII–XVIII wieku, ikonografią religijną. Prowadzi działalność ekspercką w zakresie rzeźby polskiej i europejskiej XV–XVIII w. współpracując ze stołecznymi domami aukcyjnymi (Rempex, Desa Unicum), uczestniczy w komisjach konserwatorskich przy ważnych warszawskich obiektach zabytkowych (pałac w Wilanowie, kościół św. Krzyża).
Jego ojcem jest Jerzy S. Sito, bratem Paweł Sito.

## Książki
- Barokizacja wystroju katedry przemyskiej za rządów biskupa Aleksandra Antoniego Fredry, Przemyśl 1992
- Katalog Zabytków Sztuki w Polsce, Seria Nowa t. III: Województwo rzeszowskie, z. 5: Łańcut i okolice, oprac. M. Omilanowska i J. Sito, Warszawa 1994
- Katalog Zabytków Sztuki w Polsce, t. X: Województwo warszawskie, z. 20: Pułtusk i okolice, red. M. Omilanowska i J. Sito, Warszawa 1999
- Thomas Hutter (1696–1745) rzeźbiarz późnego baroku, Warszawa-Przemyśl 2001
- Katalog Zabytków Sztuki w Polsce, Seria Nowa t. X: Miasto Przemyśl, cz. 1: Zespoły sakralne, red. J. Sito, oprac. J. Sito i P. Krasny, Warszawa 2005
- Klasztor Wizytek w Warszawie, Warszawa 2006 (współautorzy: K. Guttmejer i M. Chodyko)
- Rezydencja i dobra wilanowskie w świetle materiałów archiwalnych z Biblioteki Czartoryskich w Krakowie (rkps 11318 i 11358), Seria: Ad Villam Novam t. 3, Muzeum-Pałac w Wilanowie, Warszawa 2010 (współautor R. Nestorow)
- Warszawskie inicjatywy budowlano-artystyczne Augusta Aleksandra Czartoryskiego w świetle materiałów archiwalnych z Biblioteki Czartoryskich w Krakowie (rkps 11308 i 11320), seria: Ad Villam Novam t. 4, Muzeum-Pałac w Wilanowie, Warszawa 2010, ss. 93
- Wielkie warsztaty rzeźbiarskie Warszawy doby saskiej. Modele kariery – formacja artystyczna – organizacja produkcji, Muzeum Pałacu Króla Jana III w Wilanowie, Warszawa 2013
- Słownik architektów i budowniczych środowiska warszawskiego XV–XVIII w., red. naukowa P. Migasiewicz, H. Osiecka-Samsonowicz, J. Sito, Instytut Sztuki PAN, Warszawa 2016

## Artykuły
- Warsztat rzeźbiarski Tomasza Huttera. Zagadnienie rozwoju i promieniowania [w:] Sztuka kresów Wschodnich. Materiały sesji naukowej, Kraków, 1994, Nr I (marzec), s. 105—131.
- U źródeł twórczości Sebastiana Fesingera [w:] Sztuka kresów wschodnich: materiały sesji naukowej, Kraków, 1996, Nr II, s. 339–359. (wraz z Andrzejem Betlejem)
- "Pan Piotr Polejowski snycyrz lwowski" i jego dzieła w kościele Franciszkanów w Przemyślu [w:] Sztuka Kresów Wschodnich: materiały sesji naukowej, 2003, nr 5, s. 175–202 (wraz z Piotrem Krasnym).
- Fesinger "versus" Pinsel. O parze rokokowych ołtarzy z dawnej fary w Buczaczu [w:] Artyści włoscy w Polsce, Warszawa, 2004.
- Lubelskie dzieła Bartłomieja Biernatowicza, [w:] Studia nad sztuką renesansu i baroku, T. 5. Lublin 2004, s. 169–203 (wraz z Andrzejem Betlejem)

## Odznaczenia
- Złoty Medal „Zasłużony dla Nauki Polskiej Sapientia et Veritas” (2023)[3]